# 2 september
2 september är den 245:e dagen på året i den gregorianska kalendern (246:e under skottår). Det återstår 120 dagar av året.

## Återkommande bemärkelsedagar

### Nationaldagar
- Vietnams nationaldag.

## Namnsdagar

### Svenska almanackan
- Nuvarande – Justus och Justina
- Föregående i kronologisk ordning[1][2]

- Före 1620 – Emericus
- 1620–1679 – Emericus och Elisa

Elisa infördes, till minne av profeten Elia i Gamla testamentet, på dagens datum 1620. 1680 flyttades det till 14 juni, där det fanns fram till 1901, då det utgick. 1986 återinfördes det på 16 november, men utgick återigen 1993.
- 1680–1752 – Justius

Namnformen utgick 1753.
- 1753–1985 – Justus
- 1986–1992 – Justus, Jane och Judit

Jane infördes på dagens datum 1986, men flyttades 1993 till 21 juli och 2001 till 3 maj. Judit fanns före 1901 på 10 december, men utgick detta år. 1986 återinfördes det på dagens datum, men flyttades 1993 till 13 juli, där det har funnits sedan dess.
- Från 1993 – Justus och Justina

Justina fanns före 1901 på 16 juni, men flyttades detta år till 15 juni. Där fanns det fram till 1993, då det flyttades till dagens datum och har funnits där sedan dess.

### Finlandssvenska almanackan
- Nuvarande från 1929[3] – Synnöve
- I föregående revideringar[a][4]
  - inga ändringar sedan 1929

## Händelser
- 1666 – Stora branden i London startar och härjar till den 5 september. Branden bryter ut på söndag morgon, 2 september 1666. Denna stadsbrand  förstör i stort sett hela London. Stadsbranden 1212 var känd som "den stora branden" före branden 1666, men storleken på 1666 års brand är så omfattande att den får överta epitetet. Den stora brand som uppstod 28 december 1940 på grund av Tysklands flygvapens bombräder kallas ofta "den andra stora branden". En av de största katastrofer som någonsin drabbat London under dess historia var denna branden år 1666. Det är 13 200 hus, 87 kyrkor, 6 kapell och 44 företagsbyggnader som förstörs. Fyra broar över Themsen och Fleet samt tre stadsportar förstörs också. De flesta byggnaderna i London var vid tiden konstruerade av mycket lättantändliga material som trä och halm vilket gör det enkelt för elden att brinna. En sjättedel av Londons dåtida befolkning blir hemlösa och det omfattar ca 100 000 människor. Möjligen flera hundra upp till kanske tusentals omkommer i lågorna. Christopher Wren ledde arbetet med återuppbyggandet av staden. Hans första planer går ut på att återuppbygga staden med tegelsten och sten i ett rutnät av kontinentala torg och alléer. År 1667 inför parlamentet extra skatt på kol för att finansiera återuppbyggnaden och staden blir slutligen återuppbyggd till sin forna stadsplan med skillnaden att allt byggts med tegelsten och sten samt förbättrade sanitära anläggningar och åtkomst. Detta är den stora anledningen till att dagens London är en modern stad med medeltidsdesignade gator och torg. Christopher Wren återuppbyggde även St Paul's Cathedral elva år efter branden.
- 1675 – Danmark förklarar Sverige krig vilket blir inledningen till skånska kriget. Kriget förs mellan Danmark-Norge, Brandenburg och Sverige. I Sverige främst på skånsk och bohuslänsk mark, samt i norra Tyskland äger kriget rum.
- 1854 – Bomarsunds fästning på Åland sprängs av de engelsk-franska erövrarna.
- 1877 – James Craig Watson upptäcker asteroid 174 Phaedra.
- 1945 – Japans officiella kapitulation äger rum ombord på USS Missouri, sedan japanerna har accepterat ovillkorlig kapitulation den 14 augusti. Närvarande är general Douglas MacArthur och amiral Chester Nimitz för USA samt utrikesminister Mamoru Shigemitsu och Yoshihiro Umetsu för Japan.
- 1958 – Nyhetsprogrammet Aktuellt sänds för första gången.
- 1967 – Sträckan Östermalmstorg–Ropsten öppnas i Stockholms tunnelbana.
- 1990 – Transnistrien förklarar sig självständigt från Moldavien.[5]
- 1998 – Olyckan med Swissair Flight 111. Flygplanet havererar i havet i Atlanten utanför Nova Scotia i Kanada. Det tog lång tid att bärga den svarta lådan på grund av vattendjupet vid olycksplatsen. Olyckan anses ha varit en bidragande orsak till att Swissair tvingades i konkurs. Samtliga 229 människor ombordvarande omkommer. Man ger upp hoppet om att hitta några överlevande från olyckan efter 3 september. Före de väntade vinterstormarna - den 2 oktober 1998 bärgar man en större del av flygplanet ur havet och totalt lyckades man bärga runt 27% av flygplanskroppen. Olyckan bedöms sannolikt ha orsakats av felaktig kabeldragning i cockpit tillsammans med att videounderhållningssystemet i flygplanet blev överhettat. Olycksrapporten blir klar och släpps 2003. När hela bärgningsoperationen var färdig 1999 hade man bärgat 98% av flygplanet, och det blev omfattande 126 ton. Tre år senare, år 2002 går flygbolaget Swissair i konkurs efter ett antal dåliga affärer och dålig lönsamhet i kombination med ökad konkurrens och lågkonjunktur.
- 2001 – Medelhavsspelen 2001 arrangeras i Tunis, Tunisien.
- 2005 – M/S Costa Concordia sjösätts. Den väldiga M/S Costa Concordia kantrar efter 6 år i tjänst i fartygstrafiken den 13 januari 2012 vid ön Giglio utanför Toscana. 32 personer omkom.
- 2003 – Sverige tar brons vid EM i modern femkamp i Tjeckien.
- 2021 - Den svenska popgruppen ABBA släpper de två låtarna "I Still Have Faith in You" och "Don't Shut Me Down", deras första nya material på 39 år.

## Födda
- 1725 – Ewald Friedrich von Hertzberg, tysk greve och statsman
- 1778 – Louis Bonaparte, kung av Kungariket Holland
- 1790 – Magnus Brahe, greve, militär, hovman, riksmarskalk, general, En av rikets herrar
- 1793 – Caroline Ridderstolpe, svensk tonsättare gift med Fredrik Ludvig Ridderstolpe landshövding och  militär i Västmanlands län
- 1798 – Thomas Holliday Hicks, amerikansk politiker, guvernör i Maryland, senator
- 1807 – Fredrika Runeberg, finlandssvensk författare, maka till Johan Ludvig Runeberg
- 1814 – Ernst Curtius, tysk arkeolog och historiker.
- 1848 – Liliʻuokalani, hawaiiansk drottning
- 1850 – Woldemar Voigt, tysk fysiker
- 1852 – Paul Bourget, fransk författare och kritiker
- 1853 – Wilhelm Ostwald, tysk fysiker, kemist och filosof, mottagare av Nobelpriset i kemi 1909
- 1855 – M. Hoke Smith, amerikansk publicist och politiker.
- 1870 – Luise av Sachsen, prinsessa av Sachsen
- 1877 – Frederick Soddy, brittisk radiokemist, mottagare av Nobelpriset i kemi 1921
- 1878 – Maurice René Fréchet, fransk matematiker.
- 1881 – Erik A. Petschler, svensk regissör, skådespelare och produktionsledare.
- 1888 – Charles C. Gossett, amerikansk demokratisk politiker, senator (Idaho)
- 1889 – Isaac Grünewald, svensk konstnär
- 1896 – Hinrich Lohse, tysk nazistisk politiker
- 1899 – Gunnar Skoglund, svensk skådespelare, manusförfattare och regissör
- 1904 – Set Svanholm, svensk hovsångare och operachef
- 1917 – Bodil Kjer, dansk skådespelare
- 1922 – Arthur Ashkin, amerikansk fysiker, mottagare av Nobelpriset i fysik 2018
- 1925
  - Russ Conway, brittisk pianist
  - Gunnar "Siljabloo" Nilson, svensk jazzklarinettist
- 1930 – Carl-Uno Sjöblom, svensk programledare i radio och TV
- 1931 – Francis Matthews, brittisk skådespelare
- 1936 – Thomas Gorne, svensk operasångare
- 1937 – Kristina Adolphson, svensk skådespelare.
- 1946 – Paavo Väyrynen, finländsk centerpartistisk politiker
- 1949 – Wiesław Kuc, polsk politiker.
- 1951
  - Jim DeMint, amerikansk republikansk politiker, senator (South Carolina)
  - Mark Harmon, amerikansk skådespelare
- 1952
  - Jimmy Connors, amerikansk tennisspelare
  - Jacob Nordenson, svensk skådespelare
  - Earl Pomeroy, amerikansk demokratisk politiker
- 1954 – Andrew Dismore, brittisk parlamentsledamot för Labour
- 1956 – Marcus Wallenberg, svensk företagare, VD för Investor AB
- 1957 – Tibor Gáspár, ungersk skådespelare
- 1962 – Keir Starmer, brittisk politiker (Labour), premiärminister 2024-
- 1964 – Keanu Reeves, amerikansk skådespelare
- 1966
  - Salma Hayek, mexikansk skådespelare
  - Olivier Panis, fransk racerförare
- 1971 – Jonas Malmsjö, svensk skådespelare och manusförfattare
- 1972 – Yaron Cohen mer känd som Dana International
- 1974
  - Jonte Halldén, svensk skådespelare
  - Viveca Jedholm, svensk skådespelare
  - Sami Salo, finländsk ishockeyspelare
- 1983 – Aimee Osbourne, amerikansk journalist och fotomodell
- 1987 – Spencer Smith, amerikansk trummis i bandet Panic! at the Disco

## Avlidna
- 1022 – Máel Sechnaill mac Domnaill, storkonung av Irland
- 1813 – Jean Victor Marie Moreau, fransk general
- 1820 – Jiaqing, den femte Qing-kejsaren av Kina
- 1832 – Franz Xaver von Zach, tysk astronom
- 1834 – Thomas Telford, skotsk ingenjör
- 1857 – Benjamin Ruggles, amerikansk politiker, senator (Ohio)
- 1865
  - William Rowan Hamilton, irländsk astronom och matematiker
  - William Medill, amerikansk demokratisk politiker, guvernör i Ohio
- 1870 – Arthur Saint-Léon, fransk balettdansör och koreograf
- 1872 – Nikolaj Frederik Severin Grundtvig, en av Danmarks främsta psalmförfattare
- 1879 – John Collett Falsen, norsk statsman
- 1884 – Henry B. Anthony, amerikansk politiker, guvernör i Rhode Island (whig), senator (republikan)
- 1901 – Luigi Maria d'Albertis, italiensk naturforskare och upptäcktsresande
- 1932 – Johan August Gustafsson, träskulptör, även kallad JAG
- 1936
  - Niels Neergaard, dansk historiker och politiker, konseljpresident, statsminister
  - Charles A. Rawson, amerikansk republikansk politiker och affärsman, senator (Iowa)
- 1937 – Pierre de Coubertin, fransk författare, skapare av moderna OS
- 1944 – George W. Norris, amerikansk politiker, senator (Nebraska)
- 1950 – Edward H. Moore, amerikansk republikansk politiker, senator (Oklahoma)
- 1955 – Lillemor Biörnstad, svensk skådespelare
- 1962 – Johan Rosén, svensk skådespelare, dekormålare, attributör och teaterdirektör
- 1966 – J. Howard McGrath, amerikansk demokratisk politiker
- 1968 – Jim Nance McCord, amerikansk politiker
- 1973 – J.R.R. Tolkien, brittisk författare och språkforskare
- 1980 – Claude Ménard, fransk friidrottare
- 1991 – Alfonso García Robles, mexikansk diplomat, mottagare av Nobels fredspris 1982
- 1992 – Barbara McClintock, amerikansk cytogenetiker, mottagare av Nobelpriset i fysiologi eller medicin 1983
- 1997 – Viktor Frankl, österrikisk neurolog och psykiater
- 2000 – Heinz Harmel, tysk SS-Brigadeführer och generalmajor i Waffen-SS
- 2001 – Christiaan Barnard, sydafrikansk hjärtkirurg, den förste att utföra en hjärttransplantation
- 2003 – Stig Wallgren, svensk reklamman, konstnär, kompositör, sångtextförfattare, artist och författare
- 2005
  - Erik Frank, svensk musiker och kompositör
  - Bob Denver, amerikansk skådespelare
- 2008
  - Arne Domnérus, svensk jazzmusiker och orkesterledare
  - Bill Meléndez, amerikansk animatör och filmregissör, skapare av den animerade versionen av serieklassikern Snobben
- 2009 – Y.S. Rajasekhara Reddy, indisk politiker
- 2011
  - Felipe Camiroaga, chilensk TV-programledare
  - Finn Martin, svensk musiker
- 2012 – Victor Brännström, svensk fotbollsspelare
- 2013 – Frederik Pohl, amerikansk science fiction-författare
- 2014
  - J. LaMoine Jenson, amerikansk mormonpredikant
  - Sándor Rozsnyói, ungersk friidrottare
- 2021
  - Mikis Theodorakis, grekisk kompositör och politiker
  - Jan Bernadotte, svensk greve, son till Lennart Bernadotte
- 2022 – Frank Drake, amerikansk astronom och SETI-forskare